# Heike Katzmarzik
Heike Katzmarzik (* 15. Juli 1954 in Köln) ist eine deutsche Regisseurin und Drehbuchautorin.
Sie war viele Jahre als Live-Regisseurin für Fernsehsendungen wie zum Beispiel Stern TV mit Günther Jauch tätig. Darüber hinaus schrieb sie als Fernsehjournalistin Beiträge für die Sendungen Schreinemakers Live (Sat.1), Wissenschaftsshow (WDR) und NachmitTalk (VOX). Als Drehbuchautorin entwickelte Heike Katzmarzik u. a. die RTL-Serie Der Unbestechliche und die Komödie Ingas Hochzeit (Taunusfilm GmbH). Im Jahr 2002 wurde sie aufgrund ihrer Erfahrungen als Drehbuchautorin als Dozentin für Film- und Fernsehdramaturgie an die österreichische Universität Graz sowie die deutsche Universität Köln berufen. Seit 1995 arbeitet Heike Katzmarzik zudem in Köln als Kommunikationstrainerin für Unternehmen und Fernsehsender. Zu ihren Kunden zählen Prominente wie zum Beispiel Bernd Stelter.
Nach einer schweren Krankheit beendete sie ihre Karriere als Fernsehjournalistin und betätigte sich als Autorin über esoterische Heilung. 2011, 2012 und 2019 veröffentlichte sie hierzu Bücher.